# Debre Zeyit
Debre Zeyit (în traducere din limba amharică Muntele Măslinilor) este un oraș în partea de centru a Etiopiei, în statul Oromia. Până în anul 1955 a purtat numele de Bishoftu.